# وادي الجزل
وادي الجِزل، (بكسر الجيم) أحد أودية السعودية، ويقع في منطقة المدينة المنورة، عُرف بهذا الاسم منذ القدم، يبلغ طوله حوالي 280 كم ومتوسط انحداره 4,5 م / كم، من مبتدأه في أعالي حرة الرحا متجها جنوبا إلى أن يلتقي مع وادي الحمض عند قرية الزبائر غرب خيبر وهدية، ويلتقي معه في نفس المنطقة وادي خيبر المعروف باسم الطبق ثم يتجه سيل كل هذه الأودية غربا إلى البحر الأحمر. ذكر في كتب التاريخ بأن بلدة مشهورة تسمى سقيا الجزل كانت تقع عليه، ومن أهم روافده وادي المطران.

## قصور وادي الجزل
- القصر الأول: يسمى قصر وادي حرب الذي هو رافد من روافد وادي الجزل، ويقع هذا القصر على بعد سبعة كيلو مترات من قرية الكتيفة على أرض مرتفعة تكونت خلف جبل صغير يعترض مجرى الوادي، وهو قصر كبير مربع الشكل طول ضلعه 100م، وقد بُنيت جدرانه الخارجية باللبن على أساس من الحجر، وزُودت بأبراج دائرية في الأركان، وبأنصاف أبراج موزعة على مسافات متباعدة، ولهذا القصر مدخلان، أحدهما يفتح في الضلع الشمالي، والآخر يفتح في الضلع الشرقي، وهو المدخل الرئيس للقصر، ويفضي هذا المدخل مباشرةً إلى فناء القصر عبر ممر مستقيم طوله ثمانية أمتار، وعرضه متران، محفوف بدكتين جانبيتين، وفناء هذا القصر مستطيل الشكل طوله خمسون متراً، وعرضه أربعون، وهو محاط بعدد كبير من الحجرات، ومن التقسيمات المعمارية الداخلية.
- القصر الثاني: يقع في قرية الجديدة على بعد 110 كيلو مترات إلى الجنوب الشرقي من مدينة العلا، وعلى بعد 30 كيلو متر من قصر وادي حرب، وهو قصر مربع الشكل، وقد بُني من الداخل والخارج من اللبن العادي، وسوره الخارجي مدعم بأبراج مصمتة في الأركان، وبأنصاف أبراج موزعة على مسافات متباعدة في كل ضلع من أضلاعه، ولهذا القصر مدخلان يؤديان بشكل مباشر إلى فنائه الأوسط الذي تُحيط به الحجرات، ويبلغ ارتفاع المستوى الباقي من جدران هذا القصر قرابة المترين.
- القصر الثالث: يوجد هذا القصر على مسار طريق الحج في شعيب الخريم الذي تصب مياهه في وادي الجزل، ويقع على بعد 22 كيلو متر من جنوب قصر الجديدة، وقد بُني من اللبن المجفف حتى أنهُ قد جُرفت بعض جدرانه، وضاعت بعض معالمه، وبجانب القصر توجد آثار حواويط وعقوم طينية كأنها آثار مزارع قديمة، كما يوجد بالقرب منه صخرة المرو التي سميت بها منطقة ذو المروة.[2]